# Camiguinboeboekuil
De camiguinboeboekuil (Ninox leventisi) is een in 2012 ontdekte endemische soort boeboekuil uit de uilenfamilie. Een eerder verzameld exemplaar van deze soort werd onjuist beschreven.  Deze uil is het resultaat van een opsplitsing van het taxon Ninox philippensis in soorten en ondersoorten. Aanvankelijk werd deze uil opgevat als een ondersoort: N. p.  spilonota. De wetenschappelijke naam is een eerbetoon aan Anastasios P. Leventis voor zijn inzet voor BirdLife International.

## Kenmerken
Deze uil is 25 cm lang. Kenmerkend voor deze uil is dat het hele verenkleed bestaat uit een patroon met fijne horizontale streepjes afwisselend in tinten bruin, grijs, oker en zwart. Van onder met overwegend roodbruine tinten, van boven donkerder grijs en bruin. Speciaal op de kop ontbreken markeringen bij de wenkbrauwen zoals die bij andere valkuilen voorkomen, verder zijn de ogen lichtgroengrijs, terwijl de ogen bij andere soorten vaker geel of roodbruin zijn. Kenmerkend is wat meer wit op de kin en het geluid wijkt sterk af van de nauw verwante valkuilen.

## Verspreiding en leefgebied
Deze soort is endemisch op Camiguin, een eiland in het zuiden van de Filipijnen. Het leefgebied bestaat uit ongerept regenwoud of secundair bos in laagland en heuvelland tot op 1000 meter boven zeeniveau.

## Status
De camiguinboeboekuil heeft een zeer beperkt verspreidingsgebied en daardoor is de kans op uitsterven aanwezig. De grootte van de populatie werd in 2022 door BirdLife International geschat op 250 tot 1400 volwassen individuen en de populatie-aantallen nemen af door habitatverlies. Het leefgebied wordt aangetast door ontbossing waarbij natuurlijk bos wordt omgezet in gebied voor agrarisch gebruik (vaak nog zwerflandbouw), houtkap voor houtwinning, menselijke bewoning en ontwikkeling van toerisme. Om deze redenen staat deze soort als kwetsbaar op de Rode Lijst van de IUCN.